# 根岸洋之
根岸 洋之（ねぎし ひろゆき、1961年 - ）は日本の映画プロデューサー。群馬県桐生市出身。

## 経歴
- 早稲田大学商学部卒業後にっかつ撮影所に入社。ロマンポルノの助監督を経て1990年にテレビドラマ「離婚・恐婚・連婚」でプロデューサーデビュー。以降数多くの映画のプロデュースを手がける。
- 映画の企画を公募する日本映画エンジェル大賞で、『ブルハザウルス17』が受賞。この企画が後の『リンダリンダリンダ』になる。
- キネマ旬報で、映画評（クロスレビュー）を手がける。

## 代表作
- のど自慢
- 水の女
- 月光の囁き
- リンダリンダリンダ
- 天然コケッコー
- マイ・バック・ページ
- 苦役列車
- わたしのハワイの歩きかた

## 備考
『キネマ旬報』誌上、川本三郎の『マイ・バック・ページ』という連載第一回目で言及されている。